# Arven-serien
Arven-serien er skrevet af Christopher Paolini. Det er en fantasyfortælling om dragerytteren Eragon of hans drage Saphira, som tager kampen op mod den onde Galbatorix, som også selv er dragerytter. Der er fire bøger i serien, hvor det tredje, og fjerde bind er delt op i to bøger.

## Bøgerne
- Eragon – udgivet i 2002 (filmatiseret i 2006 af Stefen Fangmeier med bl.a. Jeremy Irons, Robert Carlyle og John Malkovich i rollelisterne)
- Den ældste – udgivet i 2005
- Brisingr – udgivet i 2008
- Arven – udgivet i 2012

| Bog | Spire Denne artikel om bøger og tidsskrifter er en spire som bør udbygges. Du er velkommen til at hjælpe Wikipedia ved at udvide den. |